# Izel-lès-Équerchin
Izel-lès-Equerchin – miejscowość i gmina we Francji, w regionie Hauts-de-France, w departamencie Pas-de-Calais.
Według danych na rok 1990 gminę zamieszkiwało 817 osób, a gęstość zaludnienia wynosiła 82 osób/km² (wśród 1549 gmin regionu Nord-Pas-de-Calais Izel-lès-Equerchin plasuje się na 622. miejscu pod względem liczby ludności, natomiast pod względem powierzchni na miejscu 326.).